# Tennis aux Jeux panaméricains de 1975
Navigation
1967 1979
Les compétitions de tennis aux Jeux panaméricains de 1975 ont lieu du 14 au 24 octobre 1975 à Mexico, au Mexique.

## Médaillés
| Simple messieurs | Butch Walts (USA)                                  | Adolfo González (MEX)                           | Freddy de Jesús (en) (PUR)                     |  |  |  |
| Double messieurs | États-Unis Bruce Manson Butch Walts                | Mexique Adolfo González Raúl Contreras (en)     | Brésil José Schmidt (en) João Soares           |  |  |  |
|                  |                                                    |                                                 |                                                |  |  |  |
| Simple dames     | Lele Forood (en) (USA)                             | Pat Medrado (BRA)                               | Leyla Musalem (en) (CHI)                       |  |  |  |
| Double dames     | États-Unis Sandy Stap (en) Stephanie Tolleson (en) | Brésil Maria Cristina Andrade Wanda Ferraz (en) | Cuba Iluminada Concepción (en) Marta Domínguez |  |  |  |
|                  |                                                    |                                                 |                                                |  |  |  |
| Double mixte     | États-Unis Lele Forood (en) Hank Pfister           | Porto Rico María de Annexy Freddy de Jesús (en) | Mexique Alejandra Vallejo (en) Adolfo González |  |  |  |

## Tableau des médailles
| * | Pays hôte |

| Rang  | Nation     | Or | Argent | Bronze | Total |
| ----- | ---------- | -- | ------ | ------ | ----- |
| 1     | États-Unis | 5  | 0      | 0      | 5     |
| 2     | Brésil     | 0  | 2      | 1      | 3     |
| 2     | Mexique *  | 0  | 2      | 1      | 3     |
| 4     | Porto Rico | 0  | 1      | 1      | 2     |
| 5     | Chili      | 0  | 0      | 1      | 1     |
| 5     | Cuba       | 0  | 0      | 1      | 1     |
| Total | Total      | 5  | 5      | 5      | 15    |